# Ambuphylline
Ambuphylline (hoặc bufylline) là sự kết hợp của theophylline và aminoisobutanol được sử dụng như một thuốc giãn phế quản. Nó cũng hoạt động và có thể được sử dụng như một thuốc lợi tiểu.